# OpenSearch
OpenSearch es un conjunto de tecnologías que permiten publicar los resultados de una búsqueda en un formato adecuado para la sindicación y agregación. Es una forma para que las páginas web y los motores de búsqueda  publiquen sus resultados de forma accesible. OpenSearch 1.0 fue publicado en marzo de 2005. Los borradores de la versión 1.1 se publicaron entre septiembre y diciembre de 2005.

## General
OpenSearch consiste en:
- Archivos descriptivos OpenSearch (en inglés OpenSearch Description Documents): Archivos en formato XML que identifican y describen un motor de búsqueda. Contiene mediante un formato particular (OpenSearch Query Syntax) cómo obtener los resultado de una búsqueda.

- OpenSearch RSS (en la versión 1.0) u OpenSearch Response (en la 1.1): Es un formato que permite abrir los resultados de una búsqueda.

- Agregadores: Sitios que pueden mostrar resultados realizados mediante OpenSearch.